# スティーブン・キング/死の収穫
『スティーブン・キング/死の収穫』（Children of the Corn II: The Final Sacrifice）は、1992年のホラー映画。『チルドレン・オブ・ザ・コーン』の続編ではあるが、リメイク的要素が強い。2024年の日本再上映の際に『チルドレン・オブ・ザ・コーン２／最後のいけにえ』に改題された。

## ストーリー
前作で壊滅した子供たちの信仰集団だったが残党が再びグループを結成して、隣町の大人たちを殺害していく。

## キャスト
- ポール・シェーラー（英語版）
- ロザリンド・アレン（英語版）
- クリスティ・クラーク（英語版）
- ショーン・ブリジャース（英語版）
- オーブリー・ダラー

## スタッフ
- 監督：デヴィッド・F・プライス
- 製作：デヴィッド・G・スタンリー、スコット・A・ストーン
- 製作総指揮：ローレンス・モートフ
- 原作：スティーヴン・キング
- 脚本：ギルバート・アドラー（英語版）、ビル・フローリック、A・L・カッツ
- 撮影：レヴィー・アイザックス
- 特殊効果：ボブ・キーン
- 音楽：ダニエル・リット（英語版）
- 編集：バリー・ゼットリン